# Ботанічний сад Аделаїди

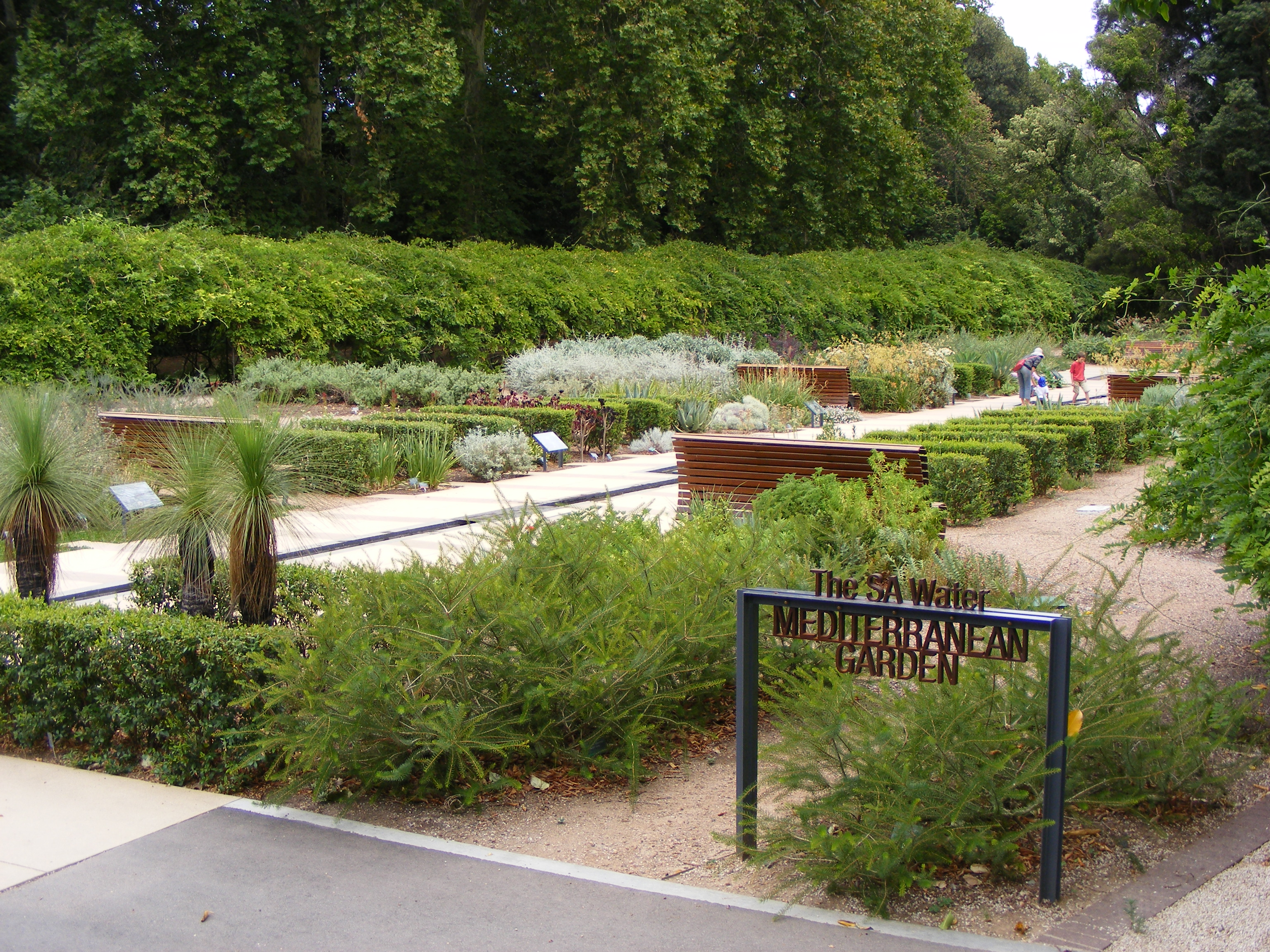
Середземноморський сад

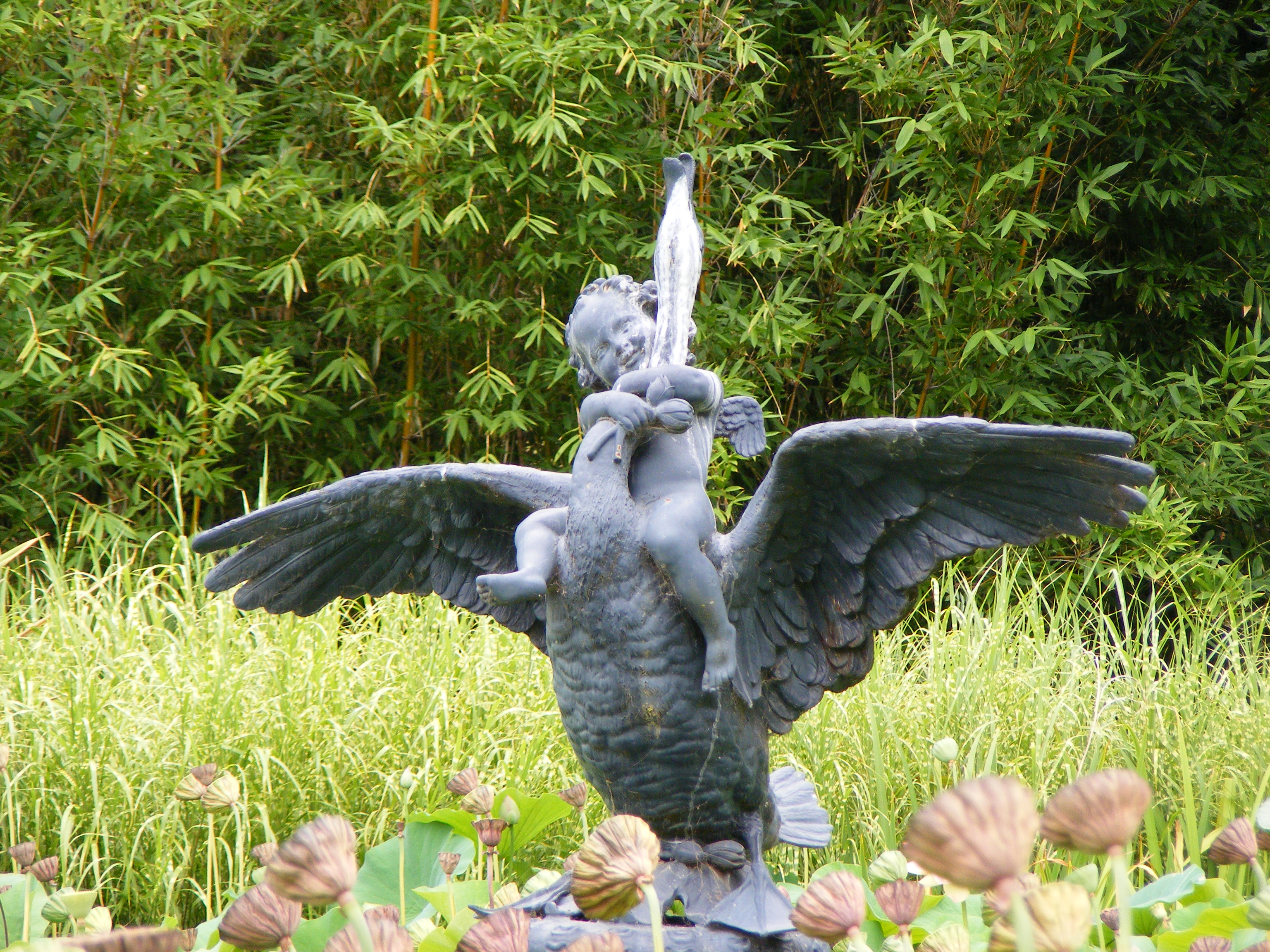
Статуя «Хлопчик на лебеді»

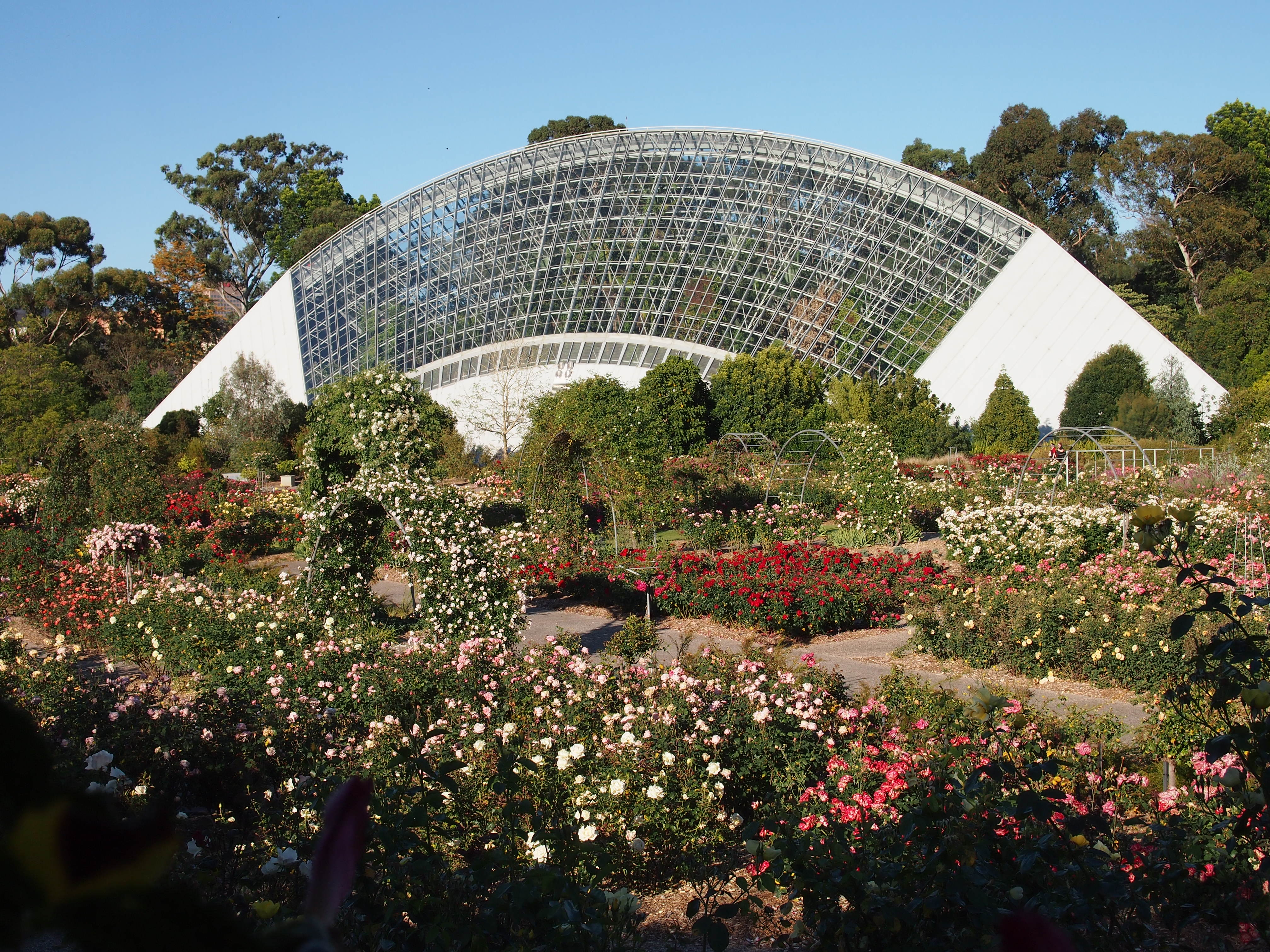
Сад троянд і оранжерея Двохсотріччя

Ботанічний сад Аделаїди (англ. Adelaide Botanic Garden) — ботанічний сад у місті Аделаїда (штат Південна Австралія, Австралія).
Ботанічний сад розташований в північно-східному кутку центральної частини міста.

## Історія
Місце для ботанічного саду біля річки Торренс було заплановано полковником Вільямом Лайтом, але тільки у 1854 році, після публічного звернення до губернатора сера Генрі Янга, почались роботи по його створенню там, де він зараз розташований. Ботанічний сад було засновано на наступний рік і офіційно відкрито у 1857 році. Дизайн саду розроблявся під впливом Королівських ботанічних садів в Кью (Англія) і Версаля (Франція).

## Пальмова оранжерея
Пальмова, або тропічна, оранжерея розташована на захід від головного озера. Оранжерея була імпортована з Бремена у 1875 і відкрита у 1877 році. У 1995 році оранжерею було відновлено.

## Сад троянд
Сад троянд є першим садом у своєму роді в Австралії, де троянди перевіряються на предмет їх придатності для австралійського клімату. Сад являє собою спільне підприємство ботанічного саду Аделаїді, Національного товариства троянд і квіткової промисловості. Він був створений на території частини колишнього муніципального трамвайного депо. Нові сорти вирощуються протягом двох сезонів, причому всі рослини обробляють абсолютно однаково згідно садівничої практики. Троянди оцененіваются групою з 10 досвідчених фахівців, результати оголошуються публічно в кінці випробування.
У 2004 році сер Кліфф Річард посадив троянду з ім'ям «Сер Кліфф Річард» в саду троянд в оточенні невеликої групи шанувальників.

## Оранжерея Двохсотріччя
У 1987 році в рамках святкування двохсотріччя Австралії в Аделаїді було побудовано оранжерею Двохсотріччя, її відкрито у кінці 1989 року. Будівлю було спроектовано місцевим архітектором Гаєм Мароном, який завоював нагороди за її проектування, інжиніринг і озеленення. Оранжерея має 100 метрів в довжину, 47 метрів в ширину і 27 метрів у висоту, що робить її одною з найбільших в південній півкулі. В оранжереї ростуть рослини тропічних дощових лісів з північної Австралії, Папуа Нової Гвінеї, Індонезії та островів південної частини Тихого океану.

## Галерея

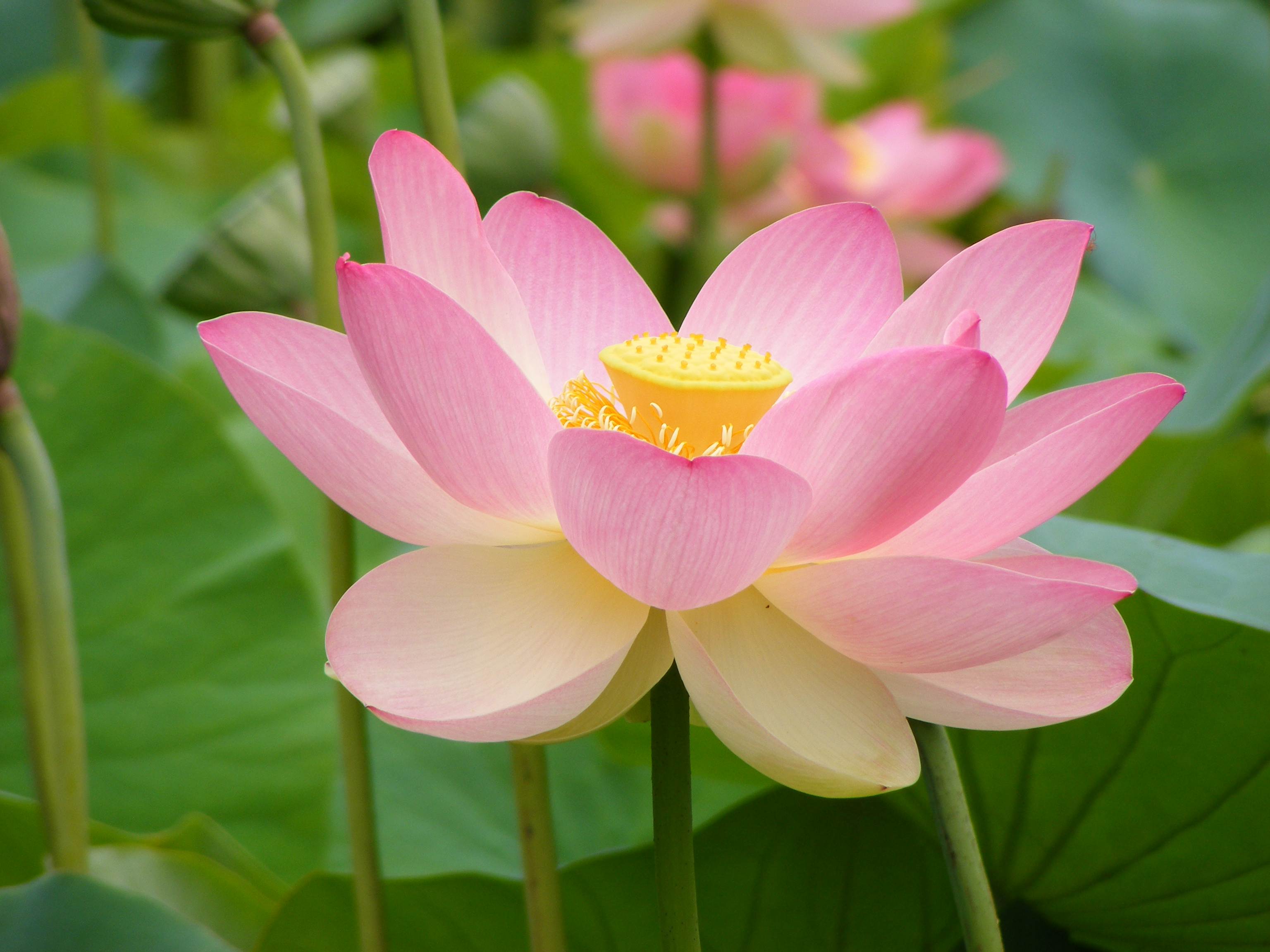
Nelumbo nucifera або Священний лотос
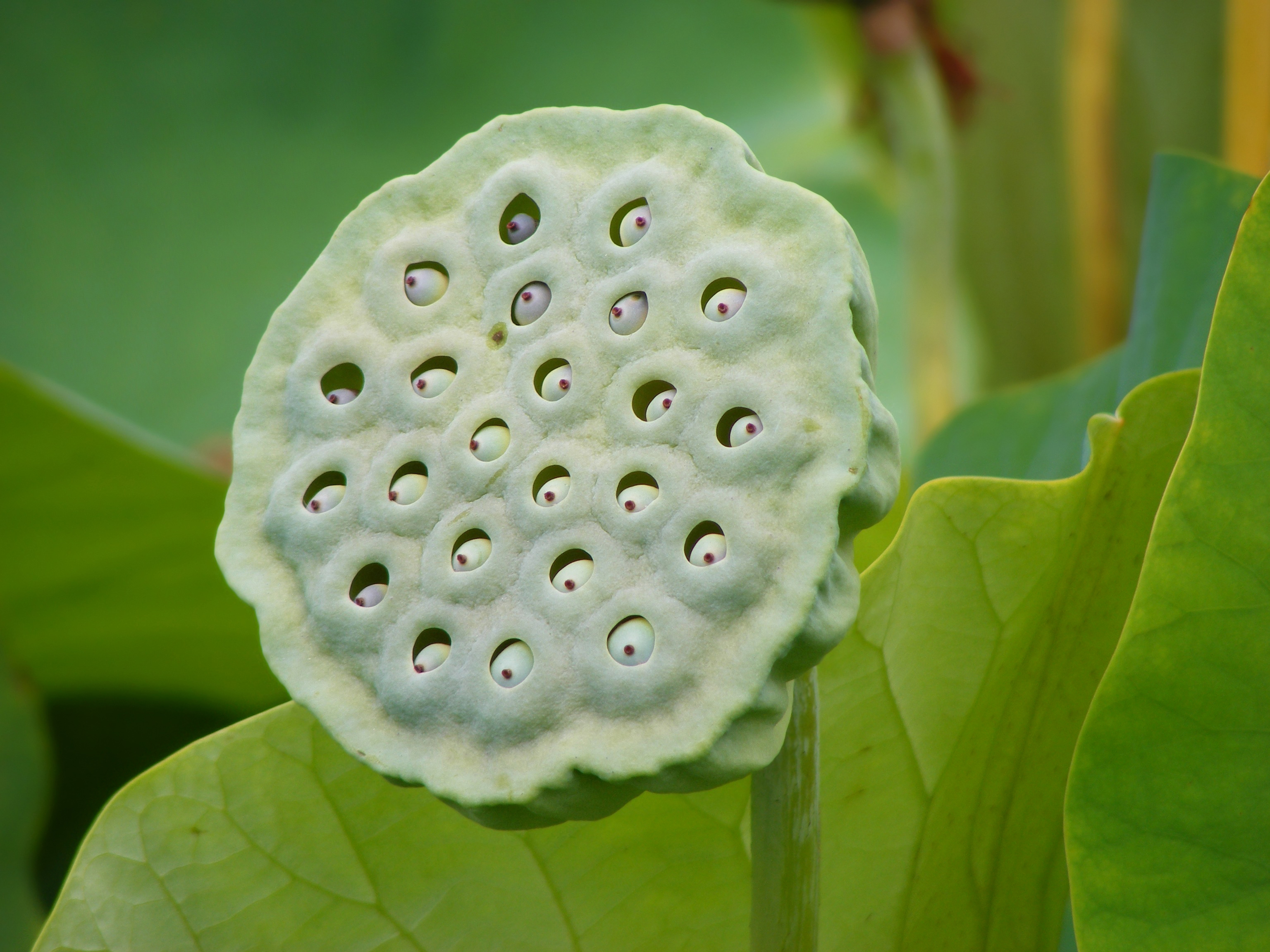
Nelumbo nucifera (плід)
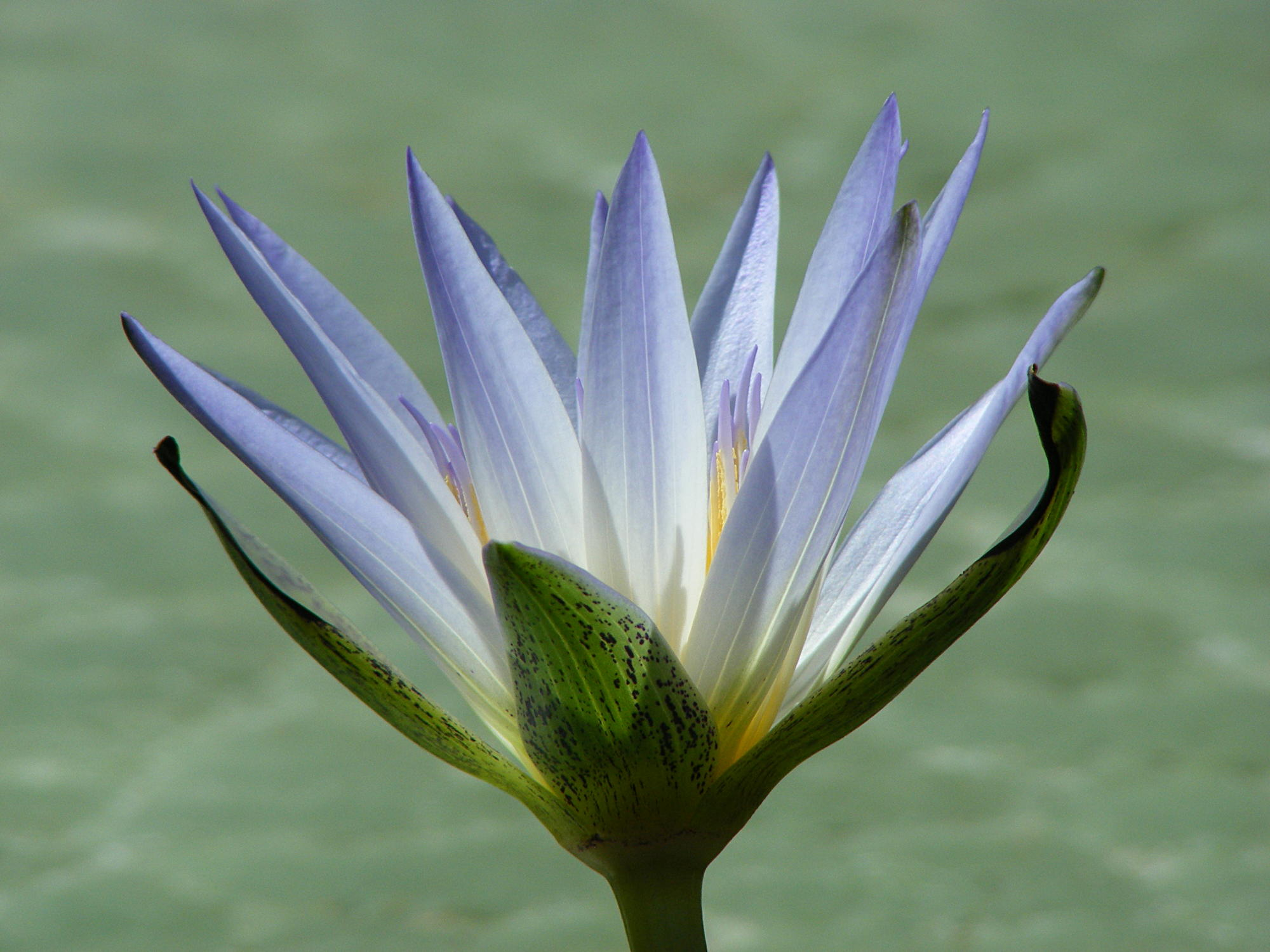
Nymphaea caerulea або Священний голубий лотос
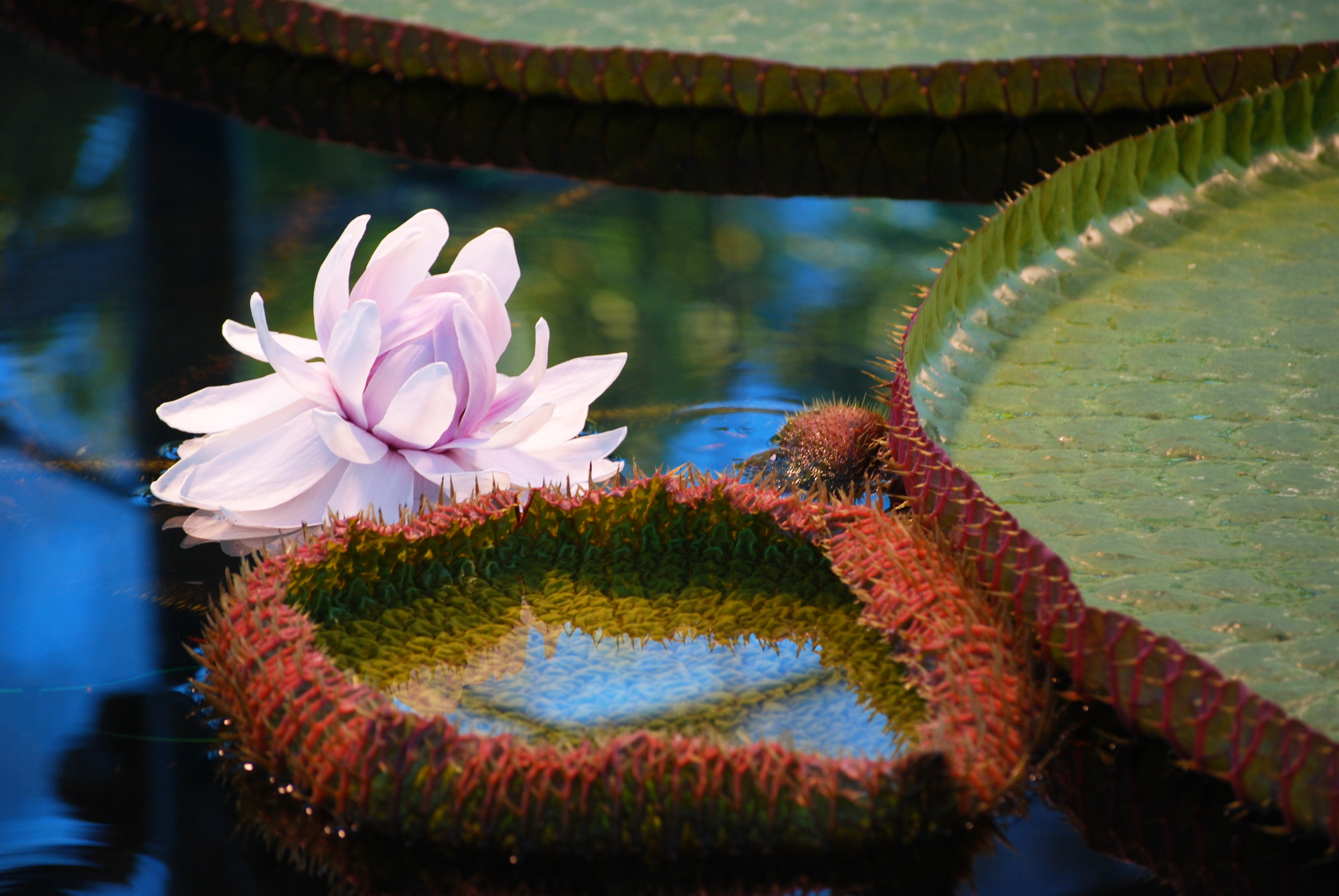
Victoria amazonica
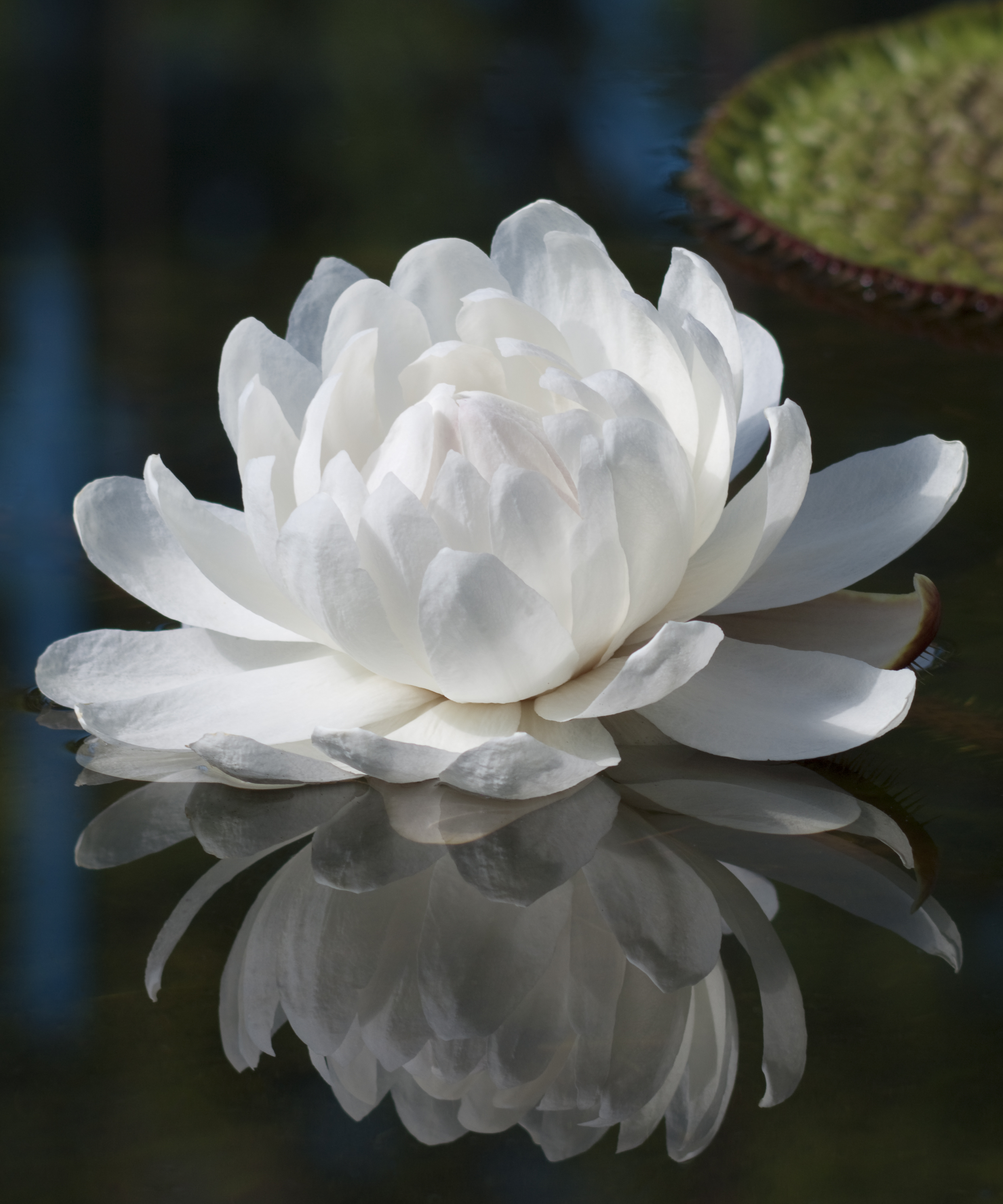
Victoria amazonica
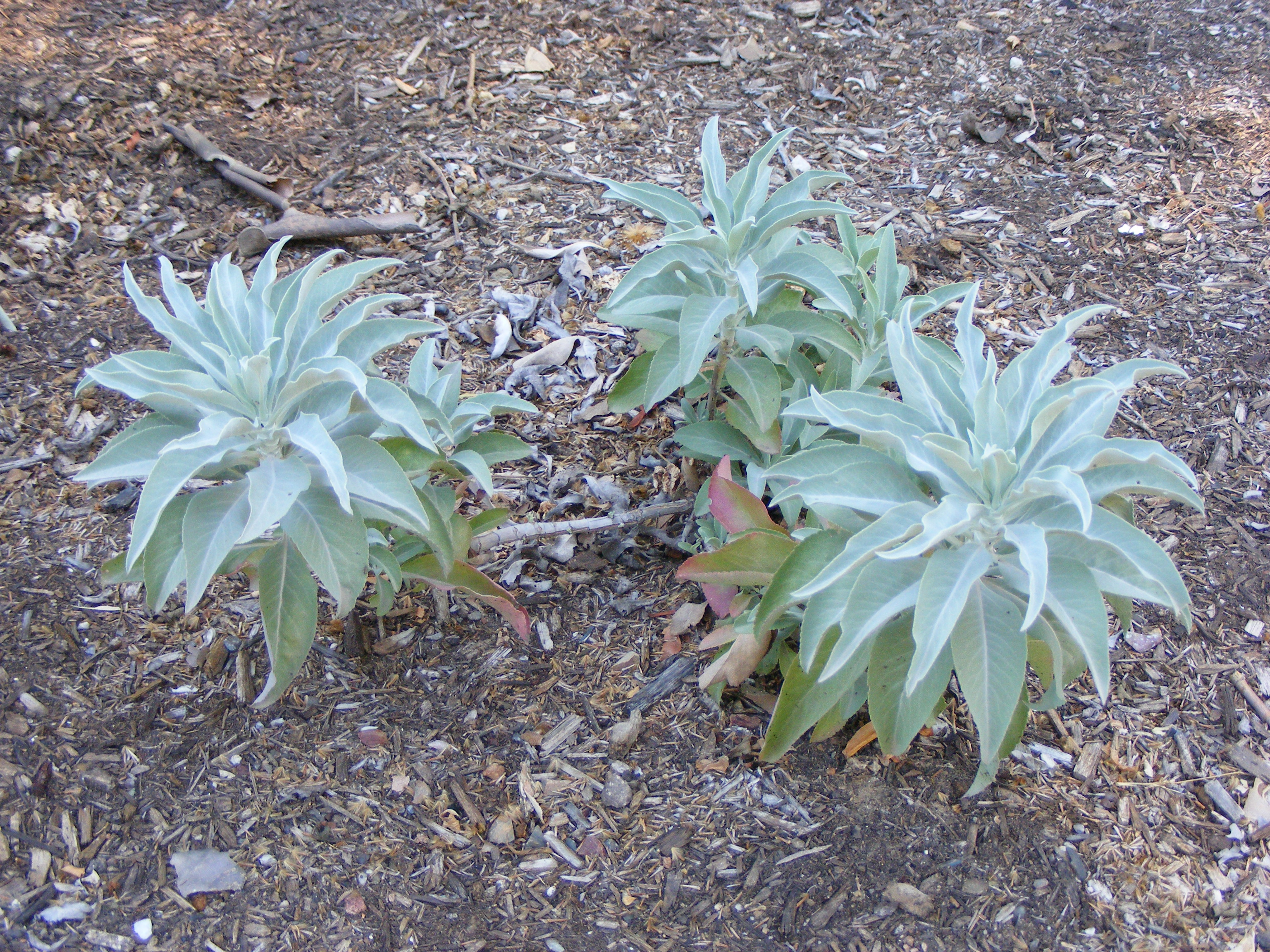
Salvia apiana
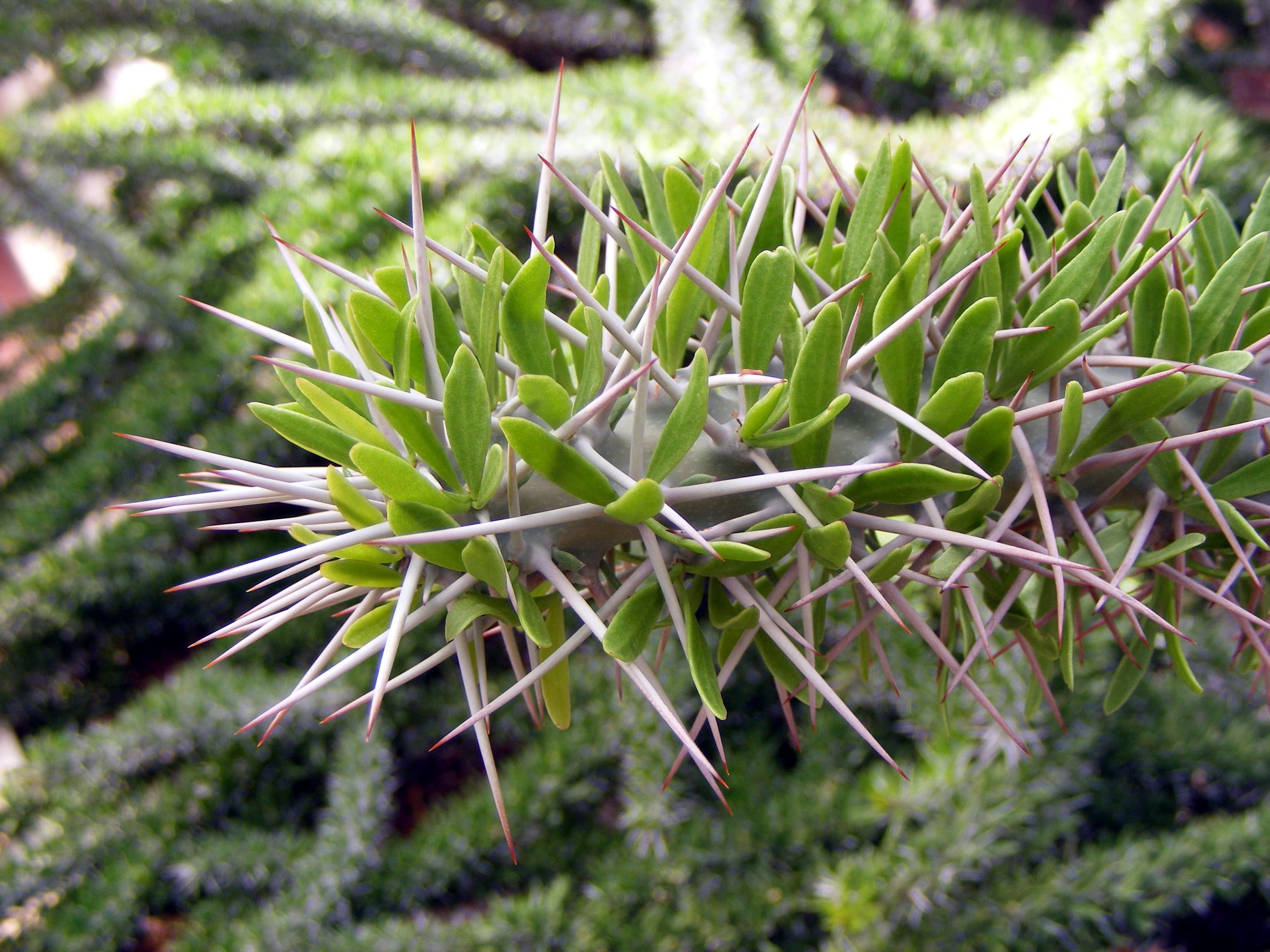
Didierea trollii
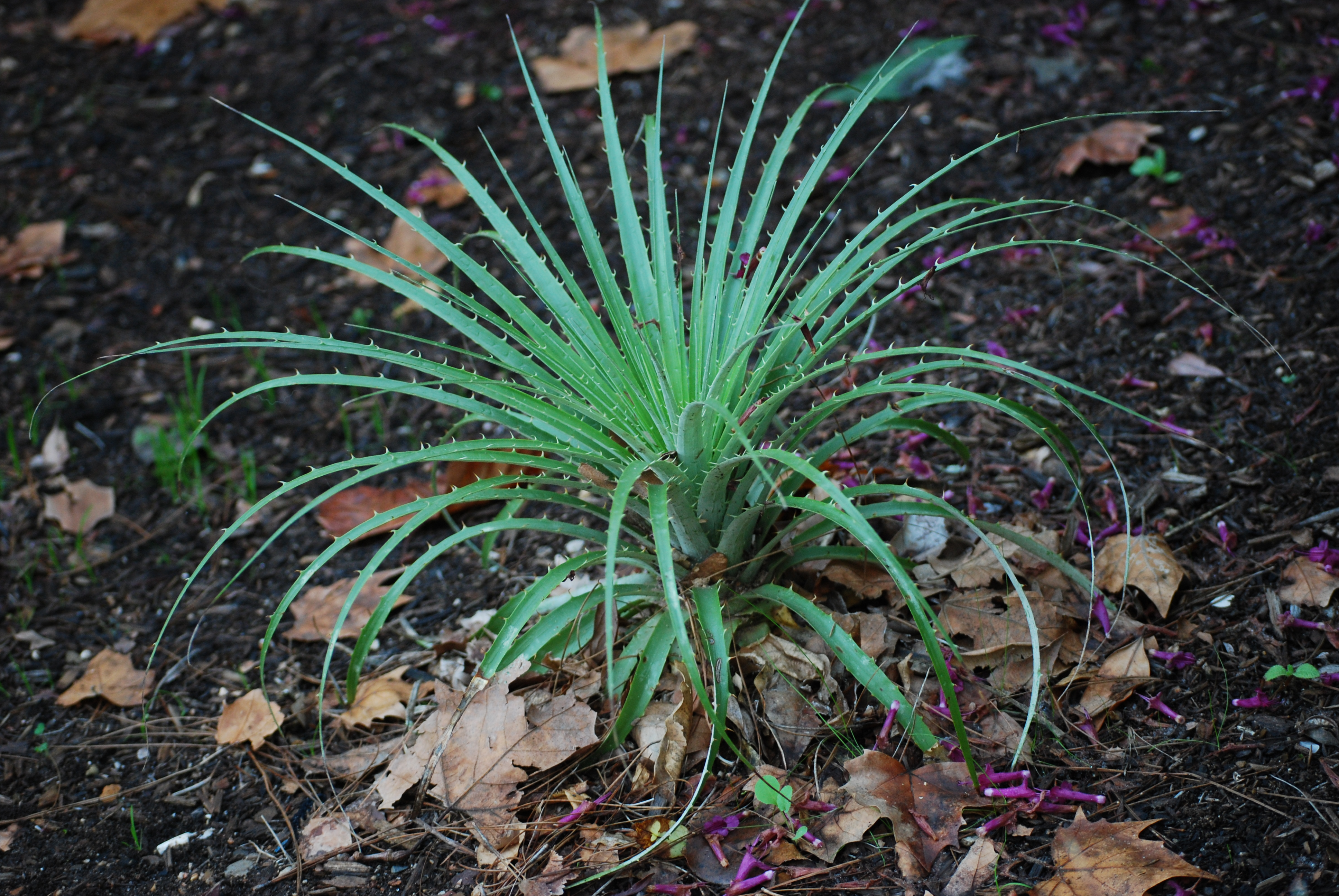
Puya alpestris
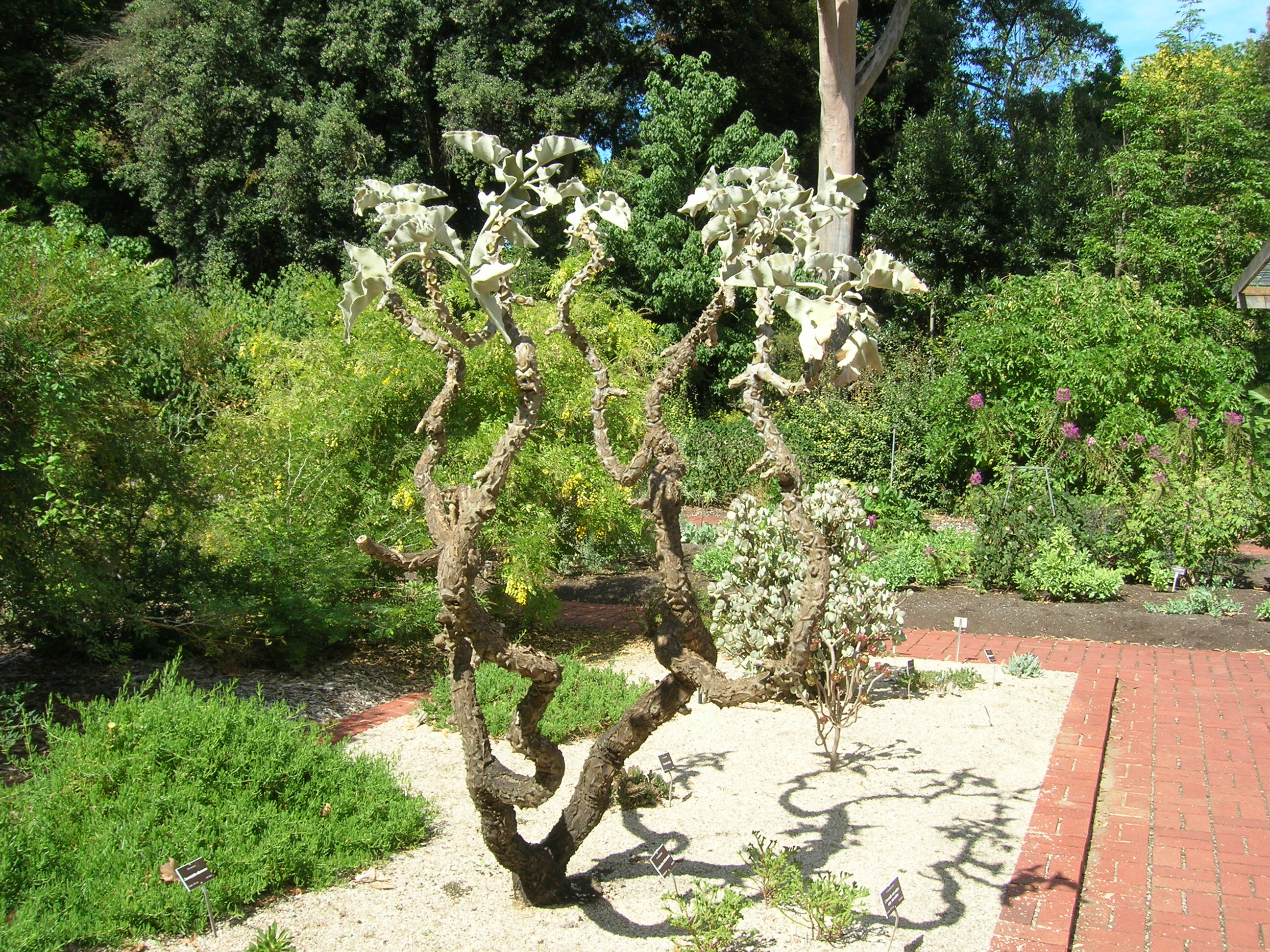
Каланхое бехарське